# Motoko Kumai
Motoko Kumai (くまい もとこ?, Kumai Motoko, in kanji 熊井 統子; Tokyo, 8 settembre 1970) è una doppiatrice giapponese.

## Biografia
Lavora con la 81 Produce, e i suoi ruoli più conosciuti sono quello di Syaoran Li di Card Captor Sakura e Takao di Beyblade.
Dal 21 dicembre 2006 a ottobre 2007 ha dovuto lasciare la sua carriera di doppiatrice a causa di una malattia che ha richiesto un trattamento medico.

## Filmografia parziale

### Anime
- Akihabara dennō gumi (Tetsurō)
- Alice SOS (Takashi Sagano)
- Allison & Lillia (Wil)
- Baby Felix & friends (Skippy)
- Beyblade (Takao)
- Card Captor Sakura (Syaoran Li)
- Chobits (Sumomo)
- Chōjūshin Gravion (Kukki)
- Chōjūshin Gravion Zwei (Kukki)
- Devichil (Zeta Takajō)
- Digimon Adventure (Sukamon)
- Digimon Adventure 02 (Sukamon)
- Fushigi yûgi (giovane Tamahome)
- HeartCatch Pretty Cure! (Coffret)
- Karakuri Zōshi Ayatsuri Sakon (Ukon the puppet)
- Katanagatari (Shichika Yasuri (bambino))
- Kyō Kara Maō! (Greta)
- Le bizzarre avventure di JoJo: Stardust Crusaders (Boingo)
- Lupin III - L'avventura italiana (Bridgette)
- MÄR (Ginta Toramizu)
- Mirmo (Sasuke/Sazo)
- My Little Pony - L'amicizia è magica (Spike)
- Papuwa (Papuwa)
- Pita Ten (Hiroshi Mitarai)
- Pretty Rhythm: Aurora Dream (Itsuki Harune)
- Pretty Rhythm: Dear My Future (Itsuki Harune)
- Rekka no Honō (Kaoru Koganei)
- Shaman King (Chocolove McDonell)
- Spider Riders (Hunter Steele)
- Ultraman: Super Fighter Legend (Kochan)
- Wedding Peach (Putrid)
- X (Nataku)
- YAT Anshin! Uchū Ryokō (Gorō Hoshiwatari)
- Zatch Bell! (Reycom)

### Film anime
- Card Captor Sakura - The Movie (Syaoran Li)
- Gekijōban Cardcaptor Sakura: Fūin sareta card (Syaoran Li)
- Beyblade - The Movie (Takao)
- HeartCatch Pretty Cure! - Un lupo mannaro a Parigi (Coffret)
- Eiga Pretty Cure All Stars DX 2 - Kibō no hikari Rainbow Jewel wo mamore! (Coffret)
- Eiga Pretty Cure All Stars DX 3 - Mirai ni todoke! Sekai wo tsunagu Niji-iro no hana (Coffret)
- Eiga Pretty Cure All Stars New Stage - Mirai no tomodachi (Coffret)

### Videogiochi
- Ape Escape 2 (Hikaru)
- Dark Chronicle (Pau, Dottor Nobb, Donny)
- Dragon Quest Treasures (Erik)
- DreamMix TV World Fighters (Takao)
- Ehrgeiz: God Bless the Ring (Jo)
- Final Fantasy X (Pacce)
- Final Fantasy X-2 (Pacce)
- Granblue Fantasy (Syaoran Li)
- J-Stars Victory Vs+ (Taro Yamada)
- JoJo's Bizarre Adventure: All Star Battle R (Boingo)
- Pop'n Tanks! (Puel)
- Psychic Force 2012 (Patricia "Patty" Myers)
- Puchi Carat (Garnet, Rald e By)
- Shaman King: Spirit of Shamans (Chocolove McDonell)
- Shaman King: Soul Fight (Chocolove McDonell)
- Shaman King: Funbari Spirits (Chocolove McDonell, Jizoh Nyorai)
- Tokimeki Memorial: Forever With You (Homura Akai)